# Малые Слижи
Малые Слижи (бел. Малыя Сліжы) — деревня в Городищенском сельсовете Шкловского района Могилёвской области Белоруссии.
Деревня расположена на высоте 186 м над уровнем моря, к северо-западу от центра сельсовета — деревни Городище, на правобережье реки Авчеса (Овчеса) впадающей в Басю к северо-востоку от деревни.

## История
В Могилёвской губернии деревня Малые Слижи и одноимённый фольварк относились к Городищенской волости Горецкого уезда.